# Liste der Monuments historiques in Précy-Saint-Martin
Die Liste der Monuments historiques in Précy-Saint-Martin führt die Monuments historiques in der französischen Gemeinde Précy-Saint-Martin auf.

## Liste der Immobilien
| Bezeichnung      | Beschreibung                        | Standort                  | Kennzeichnung | Schutzstatus | Datum | Bild           |
| ---------------- | ----------------------------------- | ------------------------- | ------------- | ------------ | ----- | -------------- |
| Römerstraße      | Anfang des 1. Jahrhunderts angelegt | nördlich des Ortes (Lage) | PA00078193    | Inscrit      | 1982  |                |
| Kirche St-Martin | ab dem 12. Jahrhundert              | Rue Saint-Martin (Lage)   | PA00078192    | Inscrit      | 1986  | weitere Bilder |

## Liste der Objekte
| Bezeichnung                  | Beschreibung                                                                      | Standort                       | Kennzeichnung | Schutzstatus | Datum | Bild |
| ---------------------------- | --------------------------------------------------------------------------------- | ------------------------------ | ------------- | ------------ | ----- | ---- |
| Gemälde Gottvater            | Ölfarbe auf Leinwand, 19. Jahrhundert                                             | in der Kirche St-Martin (Lage) | PM10003641    | Inscrit      | 1984  |      |
| Skulptur Johannes der Täufer | Kalkstein, farbig gefasst, 16. Jahrhundert                                        | in der Kirche St-Martin (Lage) | PM10001633    | Classé       | 1961  |      |
| Weihwasserbecken             | Gusseisen, 17. Jahrhundert                                                        | in der Kirche St-Martin (Lage) | PM10003643    | Inscrit      | 1984  |      |
| Kirchenfenster               | aus dem 16. Jahrhundert                                                           | in der Kirche St-Martin (Lage) | PM10001631    | Classé       | 1894  |      |
| Chorgestühl                  | Eichenholz, 16. Jahrhundert; aus dem Kloster Basse-Fontaine in Brienne-la-Vieille | in der Kirche St-Martin (Lage) | PM10001630    | Classé       | 1894  |      |
| Gemälde Anbetung der Könige  | Ölfarbe auf Leinwand, 1842                                                        | in der Kirche St-Martin (Lage) | PM10003642    | Inscrit      | 1984  |      |
| Skulptur Madonna mit Kind    | Holz, farbig gefasst, 15. Jahrhundert                                             | in der Kirche St-Martin (Lage) | PM10001632    | Classé       | 1961  |      |
| Skulptur Heiliger Martin     | Holz, um 1600                                                                     | in der Kirche St-Martin (Lage) | PM10001635    | Classé       | 1961  |      |
| Gemälde Heiliger Laurentius  | Ölfarbe auf Leinwand, 1842                                                        | in der Kirche St-Martin (Lage) | PM10003640    | Inscrit      | 1984  |      |
| Skulptur Mater dolorosa      | aus einer Kreuzigungsgruppe; Holz, farbig gefasst, 17. Jahrhundert                | in der Kirche St-Martin (Lage) | PM10001634    | Classé       | 1961  |      |
| Skulptur Johannes Evangelist | aus einer Kreuzigungsgruppe; Holz, farbig gefasst, 17. Jahrhundert                | in der Kirche St-Martin (Lage) | PM10003232    | Classé       | 1961  |      |